# Leonardo Ríos Guerrero
Leonardo Ríos Guerrero (Ciudad de México, 30 de octubre de 1950) es un ingeniero químico, catedrático, investigador y académico mexicano. Se ha especializado en la investigación y desarrollo del campo de los polímeros y sus aplicaciones a diversas industrias.

## Estudios y docencia
Cursó la licenciatura y una maestría en la Facultad de Química de la Universidad Nacional Autónoma de México (UNAM). Posteriormente realizó un doctorado en la Universidad de Lyon I - Claude Bernard, en Francia.
Fue fundador del área de polímeros en la UNAM en 1980 y colaboró en la creación de programas académicos para esta especialidad en la Universidad Autónoma de Nuevo León y la Universidad de Guadalajara. Ha impartido clases en la Universidad de Texas y en el Centro Nacional para la Investigación Científica de Francia.

## Investigador y académico
En la industria privada ha colaborado en las áreas de diseño de Industrias Resistol y su holding GIRSA, en el Centro de Investigación y Asesoría Tecnológica en Cuero y Calzado en León. En el sector público ha colaborado para el Instituto Mexicano del Petróleo y para el Consejo Nacional de Ciencia y Tecnología (Conacyt) como director adjunto de Desarrollo Tecnológico y Negocios de Innovación. 
Fue presidente de la Asociación Mexicana de Directivos de la Investigación Aplicada y el Desarrollo Tecnológico. Es miembro de la Academia Mexicana de Ingeniería, es investigador del Sistema Nacional de Investigadores y miembro del Consejo Consultivo de Ciencias de la Presidencia de la República.

## Premios y distinciones
- Premio Nacional de Química “Andrés Manuel del Río”, otorgado por la Sociedad Química de México en 1999.
- Premio CIBA a la Innovación Tecnológica.
- Premio Nacional de Ciencias y Artes en el área de Tecnología y Diseño otorgado por la Secretaría de Educación Pública en 2003.